# Гелатський монастир
Гелатський монастир Богородиці поблизу Кутаїсі — найбільш визначний середньовічний монастир у Грузії. Центр церковного й культурного життя, резиденція католикоса з 2-ї половини XVI століття до 1814 року, пам'ятка Світової спадщини ЮНЕСКО (з 1994 року). Один з найбільших середньовічних православних монастирів, він був також центром науки, освіти та культури стародавньої Грузії. Збудований на нижніх південних схилах гір Північного Кавказу монастир Гелаті відображає «золоту добу» середньовічної Грузії, період політичної сили та економічного зростання між правлінням Царя Давида IV Будівельника (1089—1125) та Королеви Тамари (1184—1213).  До складу монастиря Гелаті входить 3 храми. У центрі комплексу розташований головний і найбільший храм монастиря — собор на честь Різдва Пресвятої Богоматері; зі східного боку від нього храм в ім'я святителя Миколая Чудотворця, з західної — найменший храм в ім'я святого Георгія Побідоносця. До складу монастирського комплексу входять також кам'яна дзвіниця біля центрального храму, де б'є святе джерело, що бере початок в 50 метрах на північний схід за монастирською огорожею. На захід від центрального собору розташовується будівля академії, від якої уціліли лише зовнішні стіни.

## Історія
Монастир було засновано царем Давидом IV Будівельником 1106 року та став його усипальницею. Соборна церква будувалась до 1125 та ще п'ять років оздоблювалась мозаїками, які вважаються найкращими у Закавказзі. На той час монастир був резиденцією Гелатської академії, члени якої жваво цікавились давньогрецькою філософією.
У XIII століття до монастирського ансамблю було додано церкви св. Миколи та св. Георгія, а також триярусну дзвіницю. Стінопис належить до різних періодів грузинської історії з XII до XVIII століття; особливо примітними є портретні зображення коронованих осіб. Раніше в монастирі зберігалось багато цінних ікон і витворів прикладного мистецтва. За радянських часів їх було вилучено та розподілено по музеях.
У 1104 році цар Давид Будівельник захопив Кахетинське царство. На згадку про приєднання Кахетії Давид вирішив заснувати монастир, і в 1006 році наказав почати будівництво у горах над столицею (Кутаїсі). Першою та основною спорудою став Собор Різдва Пресвятої Богородиці, який будували до 1125 року. Таким чином, цей монастир, і особливо його собор, став символом грузинського Золотого століття, а точніше, символом початку нової фази цього століття.
При монастирі була заснована Академія, будівлю якої нещодавно відреставрували. Таким чином утворився комплекс, який складався з Собору, будівлі Академії, трапезної, будинку настоятеля і келій. Все це було обнесено стіною. Додатково було побудовано друге кільце стін, яке вже не існує. У ті роки навколо монастиря були побудовані навіть спеціальні місця для пустельників.
Саме за Давида в монастир була перенесена Хахульська ікона Божої Матері. Зараз її можна бачити в музеї мистецтв у Тбілісі.
Давид Будівельник помер в 1125 році і був похований в воротах монастиря. Його син, цар Димитрій, добудував західний боковий вівтар храму (через який зараз входять в собор), розписав його фресками, а потім побудував південний боковий вівтар. У 1130 році Собор був освячений.
Близько 1200 року, вже за цариці Тамари, в Гелаті був побудований храм Святого Миколи Чудотворця, дуже невеликий, але піднятий вгору на цілий поверх, так що під храмом можна вільно ходити. У 1293 році в соборі монастиря був похований цар Давид Наріне.
Пізніше був побудований і третій храм — на честь Георгія Побідоносця. Орієнтовним часом будівництва більшість дослідників вважає середину XIII століття. У храмі немає ніяких явних елементів, які допомогли б ідентифікувати епоху: на ньому немає датованих написів і в документах його споруда не згадується.
Дзвіницю збудували над криницею, де до цього стояв кам'яний намет. Такі дзвіниці в великих кількостях будували наприкінці XIII століття – на початку XIV ст.. Ще нещодавно у неї був купол з покрівельного заліза, але в 2010 році його розібрали і перебудували, виклавши глазуровану плитку.
Вторгнення монголів до Грузії у XIII—XIV ст. сильно перешкоджало розвитку країни, але не змогло повністю придушити творчу активність нації. І все-таки будівельні роботи в монастирі Гелаті продовжувались, хоча і в значно зменшеному масштабі.
У XIV столітті монастир був частково зруйнований монголами, в XV столітті відновлений.
Фрески монастиря сильно постраждали під час турецького набігу 1510 р. Імеретинський цар Баграт III (1510—1565) доклав зусиль до їх відновлення. У храмі Різдва фрески зроблені між 1561 і 1578 роками (бо на них зображена друга дружина царя Георгія II), а в храмі Святого Георгія — після 1578 року (там Георгій згаданий у написі з третьою дружиною).
З 1557 по 1578 Абхазьким (західногрузинським) Католикосом був Евдемон I (Чхетідзе). Евдемон покинув Піцунду (резиденцію католікоса з XIII століття) і переселився в Гелаті. Йому була передана церква Великомученика Георгія, яка стала кафедральним собором всього західногрузинського католікосата. Мабуть, в ці ж роки була привезена головна реліквія Абхазії — ікона Бічвінтської Божої Матері.
У 1994 монастир Гелаті включено до списку Всесвітньої Спадщини ЮНЕСКО
Зараз на території монастиря можна бачити три храми, збудовані в одну лінію зі сходу на захід. У стіні є ворота зі сходу і з півдня. Східні — основні, а південні швидше меморіальні, саме там знаходиться могила царя Давида. Увійшовши в східні ворота, в можна побачити попереду дзвіницю, відразу зліва — храм Георгія, за ним Різдвяний собор, і в кінці храм Святого Миколая Чудотворця.

## Стан охорони та збереження пам’ятки
Гелатський монастир був зареєстрований як пам'ятка національного значення з радянських часів і був занесений в грузинський національний реєстр пам'яток у 2006 році указом президента. Область культурного захисту була збільшена Указом Міністерства захисту культури та пам'ятків у 2014 році за межі монастиря Гелаті, щоб охопити буферну зону. Природні цінності навколишнього ландшафту охороняються Лісовим кодексом Грузії, Законом про захист ґрунтів, Законом про охорону навколишнього середовища та Законом про воду, які є правовими рамками для управління лісами та річками в цьому районі. Заявки на нові споруди або реконструкції, включаючи інфраструктуру та земляні роботи в буферній зоні, вимагають схвалення Ради з охорони культурної спадщини.
Збереження робіт керується Загальним планом збереження, розробленим Міністерством культури, охорони пам'ятників та спорту Грузії у співпраці з Православною церквою Грузії. Цей план охоплює збереження споруд, а також пропозиції щодо підтримки відродження монашого життя, яке розпочалося у 1990-х роках, та потреб відвідувачів. Необхідно підтримувати квоту по ресурсам для довгострокових програм збереження. Необхідно запровадити систему документування всіх збережно-реставраційних робіт та тривимірних вимірювань та контролю загальної стійкості різних монастирських будівель.
Меморандум про співпрацю з питань культурної спадщини між Апостольською Автокефальною Православною Церквою Грузії та Міністерством культури та охорони пам'ятників Грузії було погоджено за всіма властивостями церкви. Повсякденне управління майном покладається на монастирське співтовариство. Більш тривалі інтервенції реалізуються Національним агентством з охорони культурної спадщини Грузії. Його місцевим представництвом є Кутаїський історико-архітектурний музей-заповідник, який також відповідає за прийом гостей.
План управління 2017—2021 років відображає внески Церкви та відповідних урядових органів та груп громад, які брали участь у процесі консультацій. План був розроблений у відповідності до Генерального плану збереження, з стратегією розвитку туризму Імерети та планом управління 2014 року для охоронних територій Імерети, що включає долину та каньйон річки Тскалцітела в буферній зоні. Це потребує схвалення для повного функціонування та виконання відповідними органами влади.

## Архітектурний аналіз об’єктів у скліді монастиря

### Храм Різдва Пресвятої Богородиці
Єдина споруда що збереглась до наших днів датована першою чвертю XII ст.. Храм має шість вівтарів: в ім'я святих Іоакима і Анни, великомучениці Марини, апостола Андрія Первозванного, Всемилостивого Спаса, святителя Миколи Чудотворця і святої мучениці Ірини. За переказами, в Андріївському вівтарі знаходиться могила святої цариці Тамари, яка померла неподалік від Кутаїсі в своєму замку Тамарісціхе.
Головний храм являє собою широко поширений в епоху зрілого середньовіччя тип центрально-купольної споруди з опорою купола на приапсидні кути і дві західні підвалини. Рукава хреста нерівномірні — східний і західний глибші, ніж створюється витягнутість по осі схід-захід. Зовні будівля вписана в прямокутник з трьома виступаючими гранованими апсидами і поставлена на ступінчастий цоколь. Церква з південної, західної і північної сторін оточена прибудовами різного часу: нартексом із заходу і притворами з прибудовами з півдня і півночі.
Зовні храм облицьований чисто тесаними, добре підігнаними квадрами великих і середніх розмірів з екларського вапняку, спочатку мав білий колір, але з часом отримав темно-жовтий, місцями рожевий відтінок. Кладку грубо тесаним, різної величини камінням, із заповненням швів дрібними каменями, видно в вільних від штукатурки кутових частинах будівлі.  
Хрестово-купольні форми храму чітко виражені у внутрішньому просторі. Основний корпус будівлі має п'ять зовнішніх аркових входів: в північному і в південному рукавах і три в західному. Центральний простір освітлено високими і широкими вікнами; барабан купола прорізаний шістнадцятьма великими вікнами.
Всі чотири фасади прикрашені високою декоративною аркатурою, що виділяє торцеві стіни рукавів хреста. Знижені крила фасадів залишені без аркатури і акцентовані тільки лиштвами вікон. Основна аркатура особливими переходами з загостреними арками об'єднується з малими подвійними арками, що прикрашають заглиблені частини фасадів. Членування фасадів стрункою аркатурою доповнюється обробленням бічних стін рукавів хреста малими парними арками, завдяки яким фасадні стіни сприймаються в єдності. Апсиди завершені горизонтальними карнизами і мають конусоподібні покрівлі; середня ширше і вище двох сусідніх і прикрашена аркатурою. Особливо у всій будівлі підкреслено східне крило південної стіни, де розташовуються єдиний орнаментована лиштва вікна ризниці і розетка над ним. Аркатура купола рівним кроком обходить всі шістнадцять вікон, полегшуючи тим самим його масивну форму.
Будівельні неузгодженості, які є між самим храмом і прибудовами, дозволили припустити дослідниці ансамблю Р. Мепісашвілі, що спочатку було задумано зведення єдиного, тристороннього обходу, що охоплює західний і частини південного і північного фасадів. Згодом будівельники, мабуть, відмовилися від склепінного перекриття обходу на підпружних арках (на зразок нартексів в Цромі, Ікалто, Санагіре, Кинцвіси), закривши торці західної частини фасадів стінами і перекривши утворене приміщення коробковим зводом.
Зодчий відійшов від виробленої системи побудови декоративної аркатури, що ґрунтується на нерозривному по фасаду перебігу арок. Висока аркатура Гелаті прикрашає тільки середні, підвищені частини фасадів, бічні ж стіни залишаються без неї. Таким чином, основна аркатура будівлі розчленована на окремі ділянки і лише зверху об'єднується малими арками.
Розписи, що дійшли до нашого часу різночасові. Найбільшої уваги заслуговує унікальна мозаїчне зображення Божої Матері на вівтарному зводі часу заснування монастиря, що є чудовим зразком середньовічного мозаїчного живопису.

### Храм Святого Георгія Побідоносця
За переказами, заснований на тому самому місці, де святому царю Давиду Будівельнику з'явився великомученик Георгій і вказав йому місце майбутнього храму. Ніяких відомостей про час побудови церкви в літературних джерелах не збереглося. Будова не має і первинних написів. При датуванні архітектурної пам'ятки багато дослідників брали в основу зображення історичних персонажів на фресках і, неправильно визначаючи особистість останніх (так, імеретинський цар Баграт III (1510—1565), був прийнятий ними за Баграта III, царя об'єднаної Грузії в XI столітті) висували і неправильну дату побудови храму — XI століття. Мистецтвознавчий підхід до вивчення пам'ятки — аналіз внутрішнього простору церкви — показує, що за пропорційною своєю побудовою його потрібно поставити в один ряд з групою пам'яток кордону XII—XIII століть. Однак, широке застосування мотиву утоплених в стіну наличників разом з деякою сухістю їх виконання, а також характер різьблення орнаментів відводять храм від вище згаданого періоду, з достатньою достовірністю відносячи час його створення до середини XIII століття. Разом з тим, такі його особливості, як рівномірний розподіл світла без акцентування центральної підкупольної частини і протиставлення її додатковим, кілька затемненим просторовим формам, і вхід із заходу, ставлять цей пам'ятник ізольовано в колі хронологічно примикаючих до нього будівель і змушують бачити тут вплив рішень головного храму.
Будівля церкви святого Георгія значно менших розмірів, ніж головний храм Пресвятої Богородиці. Зовнішніми вузькими і високими архітектурними формами майстер церкви протиставив її важкому, приземленого вигляду головному храму; однак, аналогічним облицювальним матеріалом і характером кладки, рішенням східної частині з трьома виступаючими апсидами і, також, деталями збору фасадів він досяг певного єдності ансамблю.
Фасади пам'ятки також, як і головного храму — облицьовані чисто тесаними квадрами екларського вапняку, і поверхня стін тут також отримала жовтувато-рожево, місцями сіру тональність. Усередині стіни, аналогічно головному храму, облицьовані більш грубими тесаними каменями.
Купол затверджений на приапсидних кутах і двох вільно стоячих стовпах. З боків головного вівтаря розташовуються невеликих розмірів паламарня і ризниця. Південно-західний і північно-західний кутові відрізки виділені з рукавів хреста арками. Зовні будівля вписана в прямокутник. Із заходу впритул до храму зведений портик. Пам'ятка поставлена на двоступеневий цоколь; біля апсид додана третя ступінь. Сходинки цоколя проходять уздовж західної, прикритої портиком стіни.
Спорудження дійшло в своєму первісному вигляді і, за винятком західного, згодом прибудованого портика, являє собою цілісну структуру. Будівля відрізняється високими і стрункими пропорціями. Усередині над невеликим підбанним квадратом височить високий купол; перед напівкруглої в плані і увінчаною конхою апсидою влаштована Бема. Західний рукав трохи глибше східного. Широкі і масивні підкупольні стовпи завершені настільки ж масивними капітелями, поверх яких піднімаються стіни рукавів хреста. Двухуступчатий профіль кутів триває на підбанних арках трохи стрілчастої форми. Західні кутові відрізки відділені від західного рукава широкою, також злегка стрілчастою аркою, а на схід вони мають вузькі і високі, покриті напівциркульними арками прольоти.
Пам'ятка добре  освітлена: в куполі розташовано вісім високих великих вікон, в апсиді — три, в південному і північному рукавах — по два вікна, розташованих по вертикалі, і верхні набагато більше нижніх. Одне високе вікно поміщено також і з заходу, над єдиними дверима церкви. У західних кутових відрізках також є по одному вікну. Круглий барабан купола обнесений аркатурою, вікна прикрашені профільованими лиштвами.
Фасади церкви святого Георгія увінчані профільованими карнизами і прибрані орнаментованими лиштвами вікон і дверей. Будівельник церкви не застосовує аркатуру, обходить усі фасади будівлі, зберігши її лише на середній, найбільш вузькій і високій п'ятигранній апсиді східного фасаду,  а також  фланкувальна п'ятигранними, але більш низькими і залишеними без арок апсидами. Арки середньої апсиди перев'язуються з нижнім валиком карниза. Лиштви вікон будівлі, за винятком західного і розташованих в західній частині південного і північного фасадів, орнаментального збору не мають. Середні частини фасадів різко підвищені щодо бічних: ці «додаткові» високі вузькі відрізки стін займають вікна.
Внутрішній простір храму відзначено високими і стрункими пропорціями. Дві масивні круглі колони обмежують сильно витягнуте вгору підкупольне ядро, вузька і висока апсида з бемою і увінчаними їх арками злегка стрілчастої форми підкреслюють відчуття стрімкого злету вгору. Підпружні, також злегка стрілчастої форми арки зводу, перекинуті у торцевих стін південного, західного і північного рукавів, служать чіткому сприйняттю лінії склепіння, а усічені пілястри, на які вони спираються, підсилюють враження висоти і стрункості простору. Тема круглих підбанних колон, подібних Гелатським, зустрічається в Грузії надзвичайно рідко (наприклад, Калмахі, Бобосгірі): зазвичай підкупольні підвалини в перетині мають ступінчасту або грановану форму, і в XII—XIII століттях перевага віддається саме останнім.
У Георгіївській церкві, як і в головному храмі, збереглася велика кількість портретів світських осіб і написів, одночасних розпису.

### Храм Святого Миколая Чудотворця
Двоповерхова невелика церква Святого Миколая Чудотворця розташована в 9 метрах від нартекса головного храму і зведена на рубежі XIII—XIV століть. Цікаво, що споруда відрізняється по архітектурним формам від двох інших храмів монастиря, але також вона має і загальні риси з ними (купольне завершення, облицювальний матеріал, характер кладки, виступаюча аркатуюча апсида, відсутність орнаментального декору і т. д.) І сприяє створенню єдиного Гелатського ансамблю.
Своєрідність церкви святого Миколая полягає в тому, що вона має два поверхи, з яких нижній, прямокутний в плані і перекритий коробковим склепінням, відкритим в усі сторони арками, а верхній являє собою невелику купольну церкву типу «вільного хреста». Кладка нижньої частині дещо відрізняється від верхньої: внизу квадрами грубо обтесані і ряди нерівні, нагорі камені чисто витесані, поверхня стіни гладкіша і ряди рівніші.
Нижній поверх відкритий на схід і захід високими і широкими арками, окресленими з підвищеним центром і злегка загостреними в середині, на північ і південь — нижчими, напівциркульними обриами і з масивними засадами посередині. Підлога першого поверху застелена тесаними плитами — ймовірно, пізнього часу.
Над нижнім поверхом шляхом сильного виносу карниза (56 см) утворено прямокутну основу верхнього храму, вимощений великими тесаними плитами. Навколо храму є обхід, покритий пізніше залізним дахом на дерев'яних кроквах. З північного боку впритул до будівлі на двох глибоких напівциркульних арках зведені кам'яні сходи більш пізнього часу в 23 високих ступені і шириною 1,77м.
У зовнішньому вигляді церкви святого Миколая хрестові форми, додатково ускладнені гранованою апсидою і нішами в кутах між рукавами хреста, чітко виражені, а співвідношення великого купола з більш низькою нижньою частиною особливо відчутно. Декоративна аркатурна апсиди дана в вигляді одного, що біжить по її ребрам валика, утопленого в стіну. Вікна апсиди, південного і північного фасадів прибрані профільованими лиштвами. Круглий купол прибраний широкими наличниками.
Інтер'єр будівлі має стрункі і гармонійні форми, обидва поверхи створюють єдиний архітектурний організм, що підкреслюється загальним ритмом арок, які проходять від низу до лиштви барабана купола. Нижня частина, вирішена великими формами, важка і масивна, чому сприяють пропорції арок і їх велике профілювання, грубо оброблена поверхня стін, широкі сходи і глибокі арки під нею. Сама церква з її ступінчастими переходами архітектурних форм і дрібно розібраними декоративними елементами, що додають їй легкість, увінчує будівлю.
Церква належить типу так званого «вільного хреста» — улюбленого типу будівельників грузинських пам'ятників VI—VII століть,особливістю яких є певне співвідношення підкупольного квадрата і висоти купола зусією спорудою. 
Церква святителя Миколая цікава не тільки як один з рідкісних двоповерхових пам'ятників — вона абсолютно унікальна за рішенням своєї нижньої частини — високою і відкритої в усі чотири сторони, яка не має аналогів не тільки в Грузії, але і в інших країнах греко-східного світу.

## Галерея

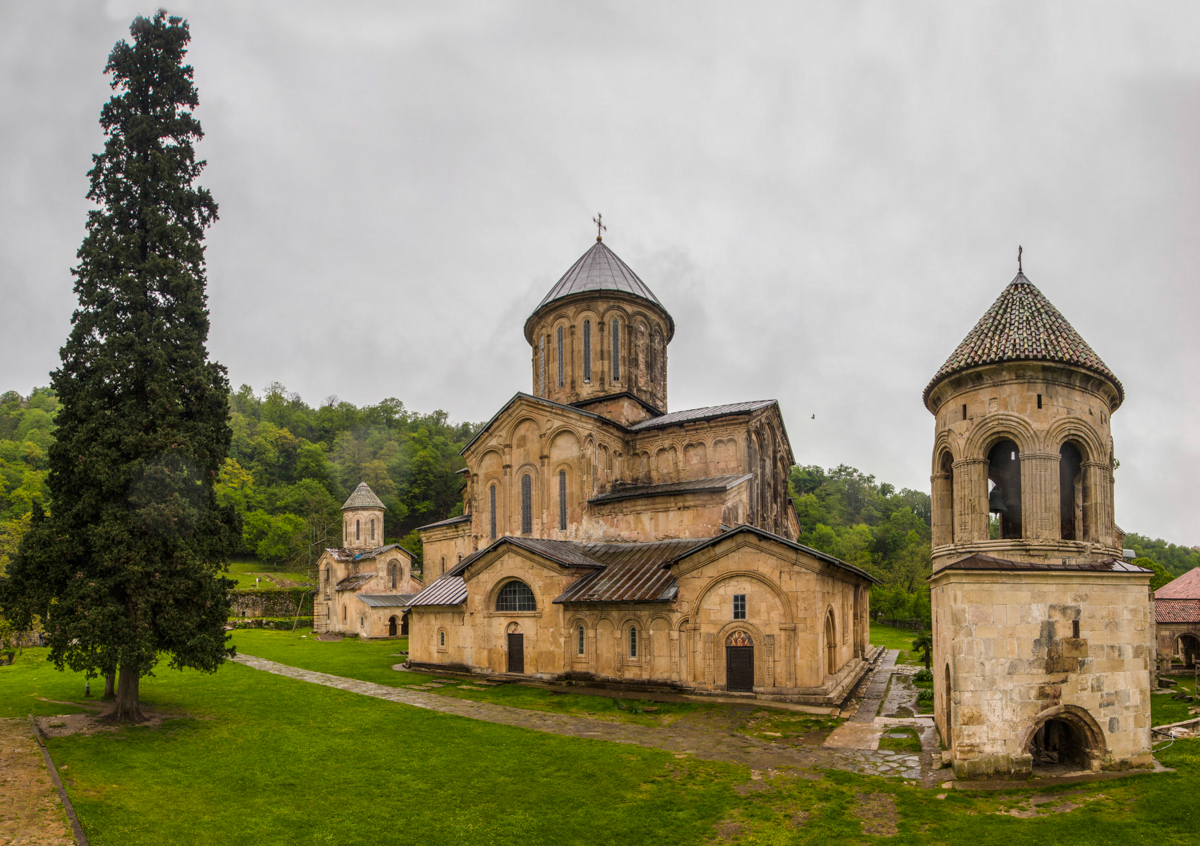
Комплекс Гелатський монастир
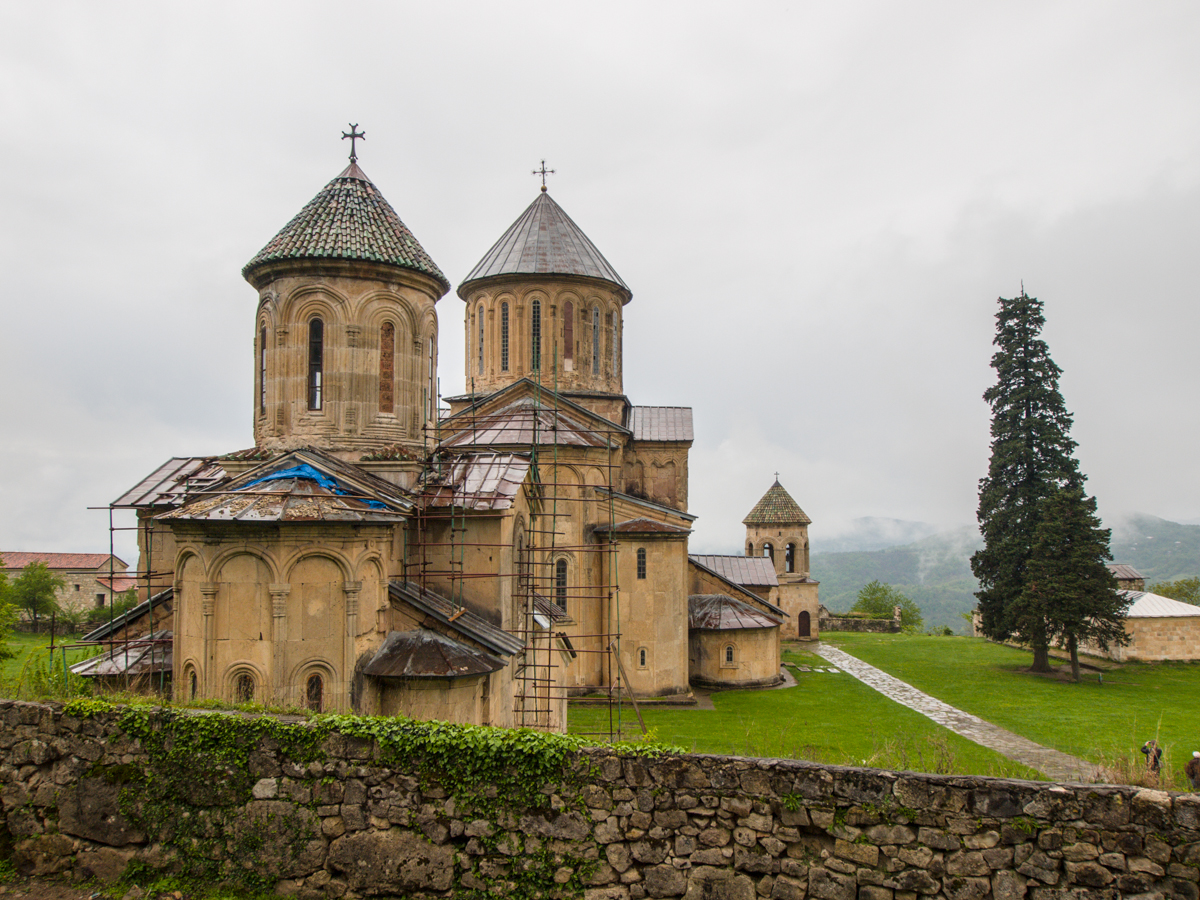
Комплекс Гелатський монастир
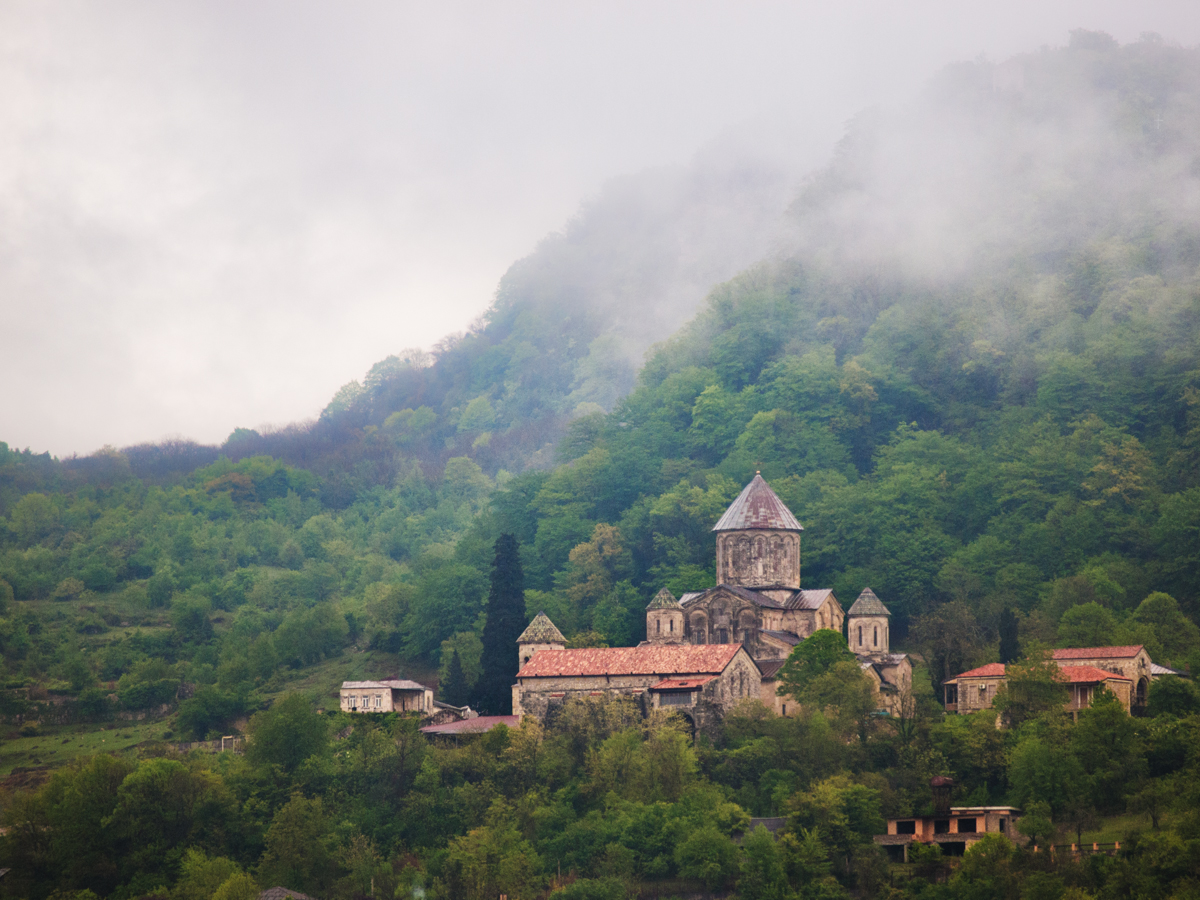
Вид з під’їзної дороги з боку Кутаїсі
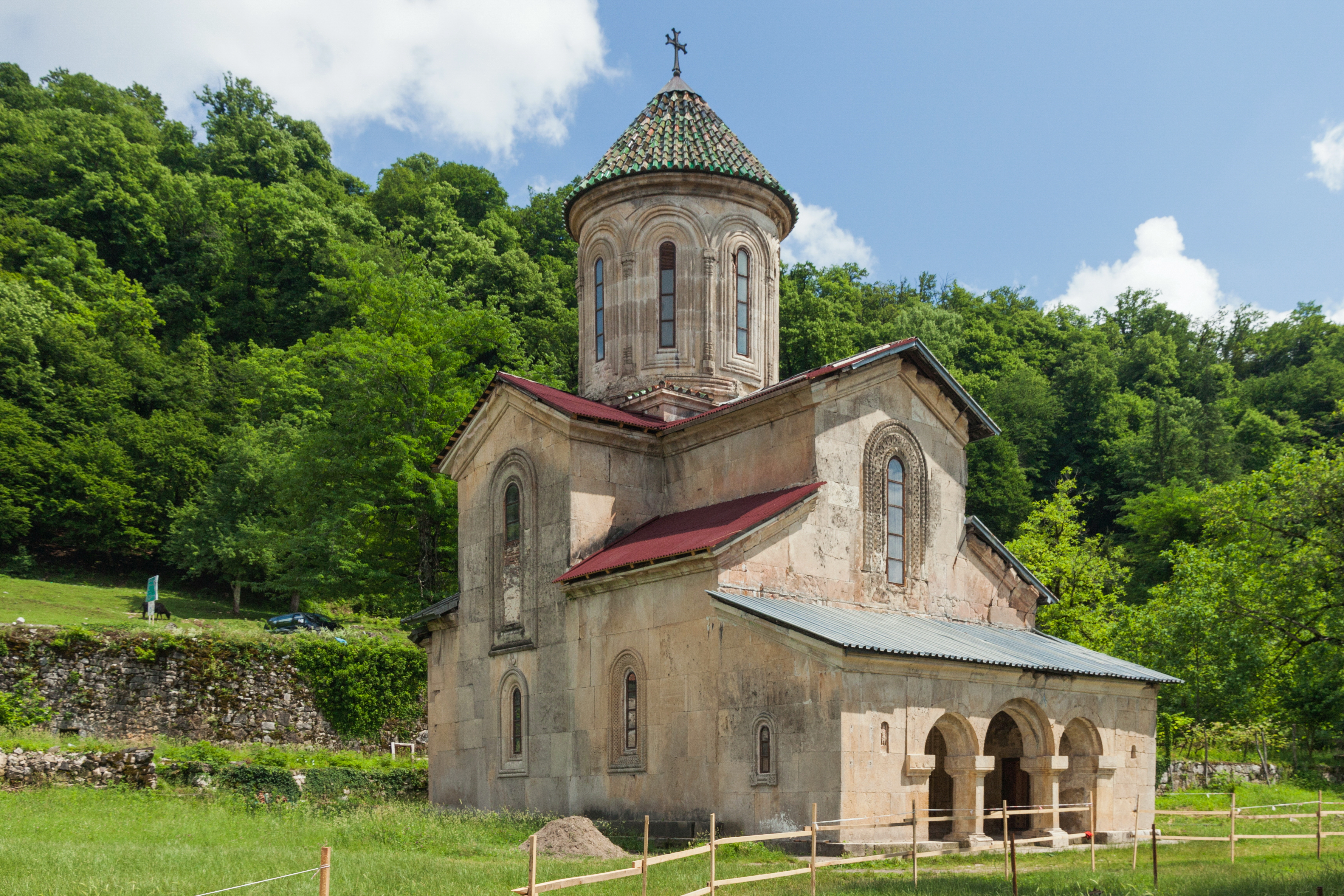
Церква Св. Георгія
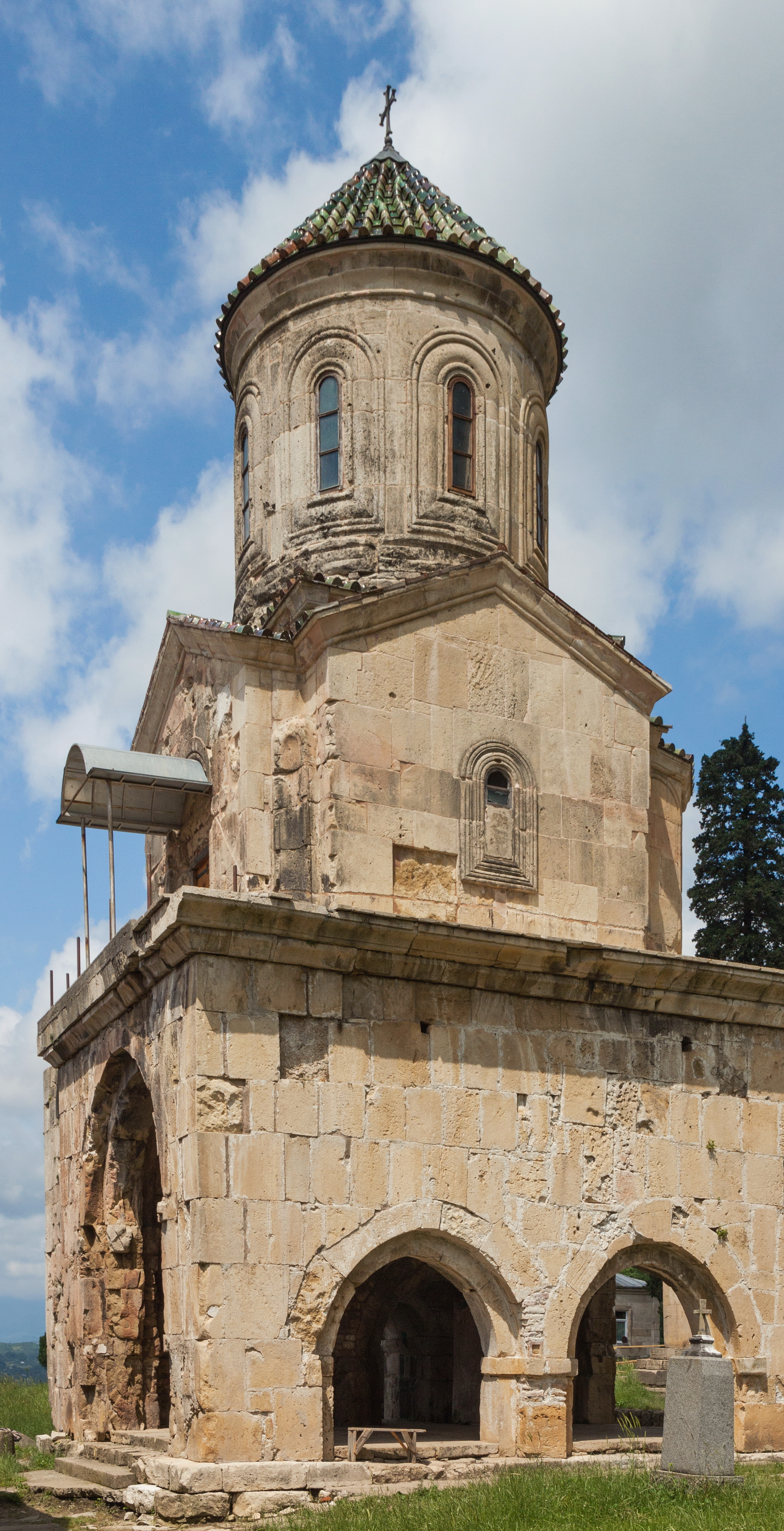
Церква Св. Миколая
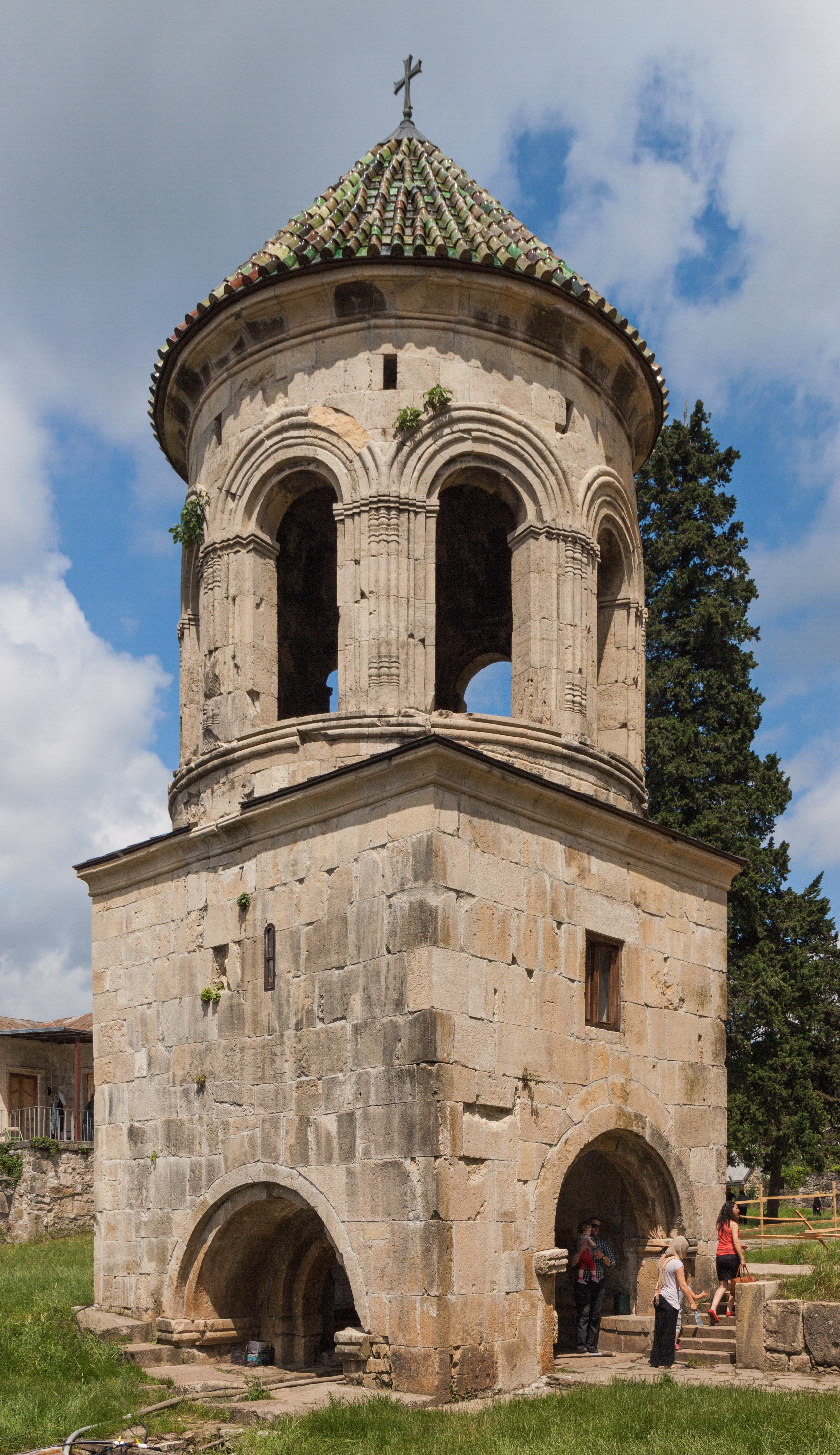
дзвіниця
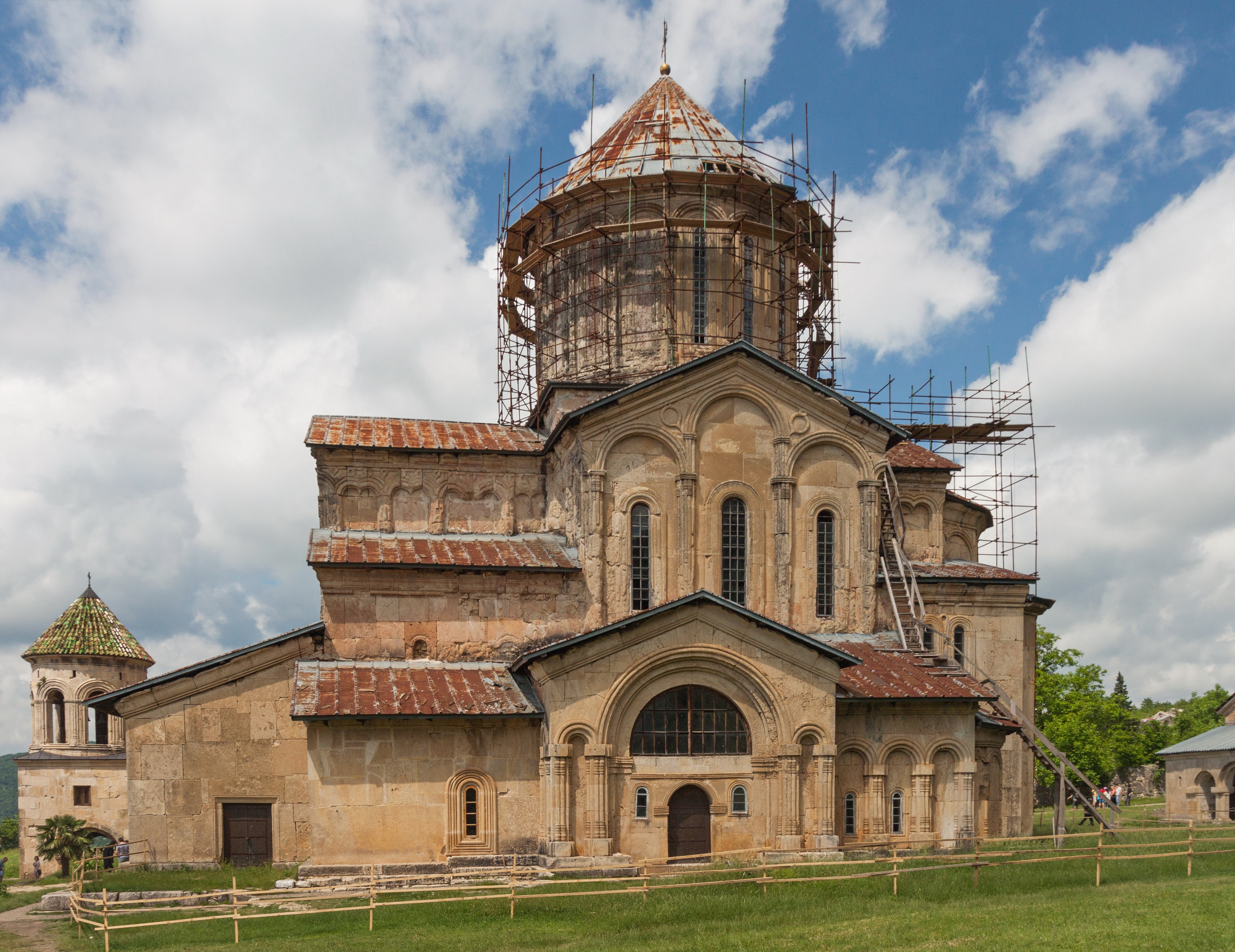
Собор Різдва Богородиці
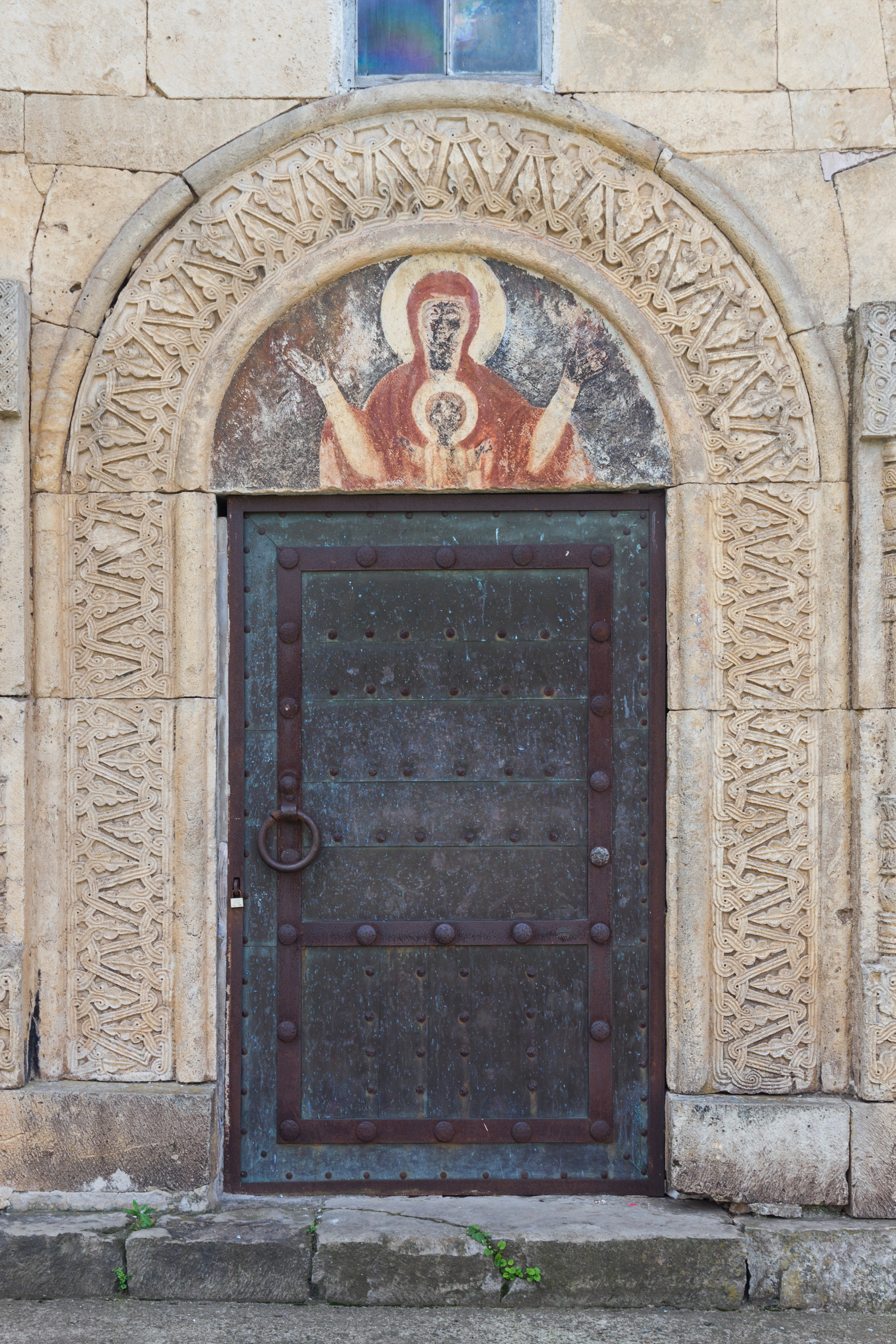
Портал в соборі
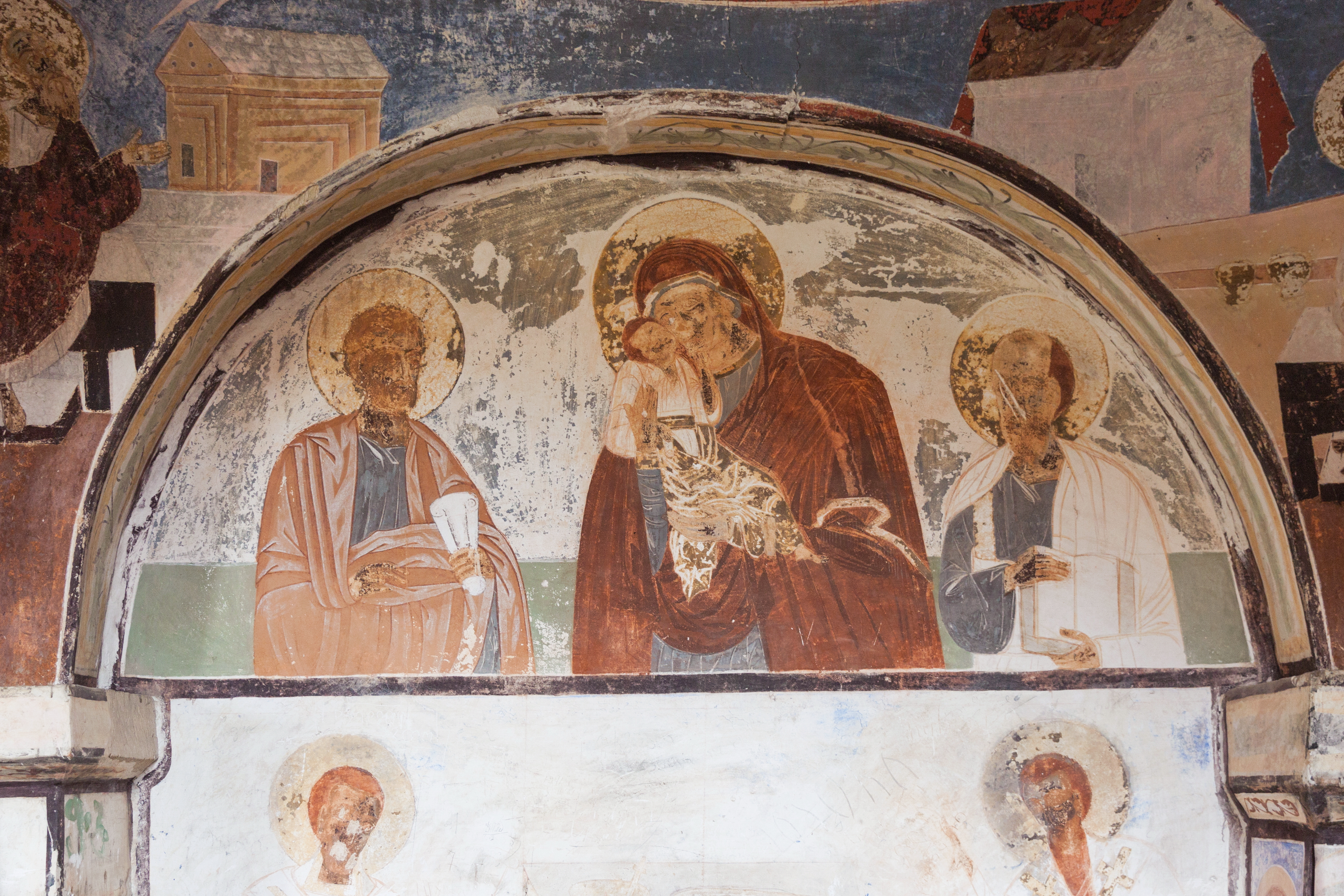
Фрески в соборі
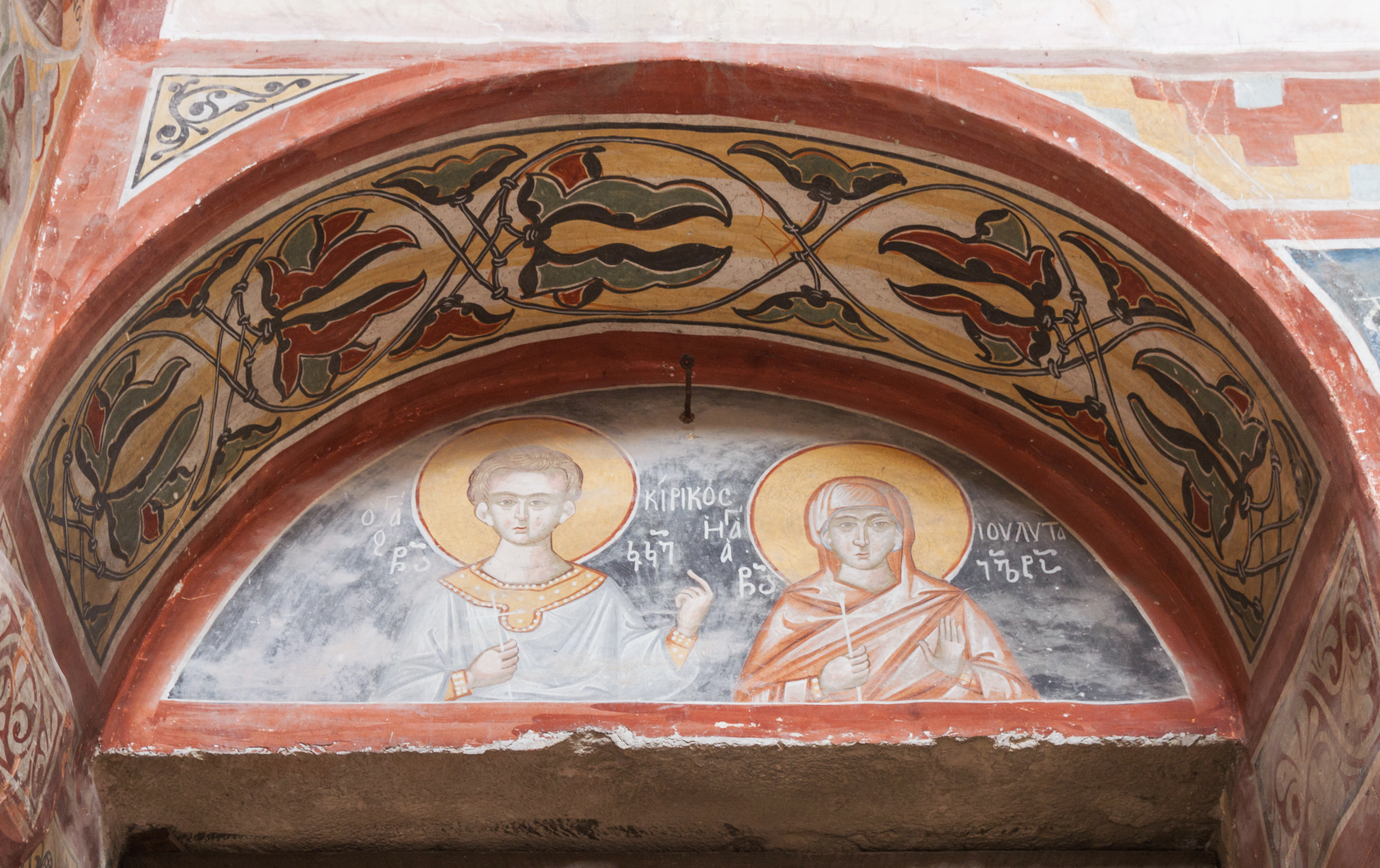
Фрески в соборі